# صالح المحیمید
صالح المحیمید (عربی: صالح المحيميد؛ زادهٔ ۲۰ سپتامبر ۱۹۹۳) یک ورزشکار اهل عربستان سعودی است.